# 小野誠之
小野 誠之（おの のぶゆき、1942年（昭和17年）8月6日 - ）は、日本の弁護士である。

## 経歴・人物
東京都出身。東京大学卒業後、日本を離れアメリカ合衆国のダートマス大学に留学する。帰国後は京都で法律事務所を開業し、1970年（昭和45年）には岩国基地で反戦を主張したアメリカ陸軍の兵士だったノーマン・ユーイングの弁護人を務める。
これによって在日アメリカ軍の軍事法廷や在日朝鮮人の指紋押捺問題等を担当し、連続ピストル射殺事件を起こしたことで知られる永山則夫の弁護人も務めた。また日本の国歌である「君が代」および浮島丸事件の訴訟や難民問題の弁護人も務め、自由人権協会の京都代表理事や日本弁護士連合会の国際人権問題の委員を歴任した。